# Roland D-50

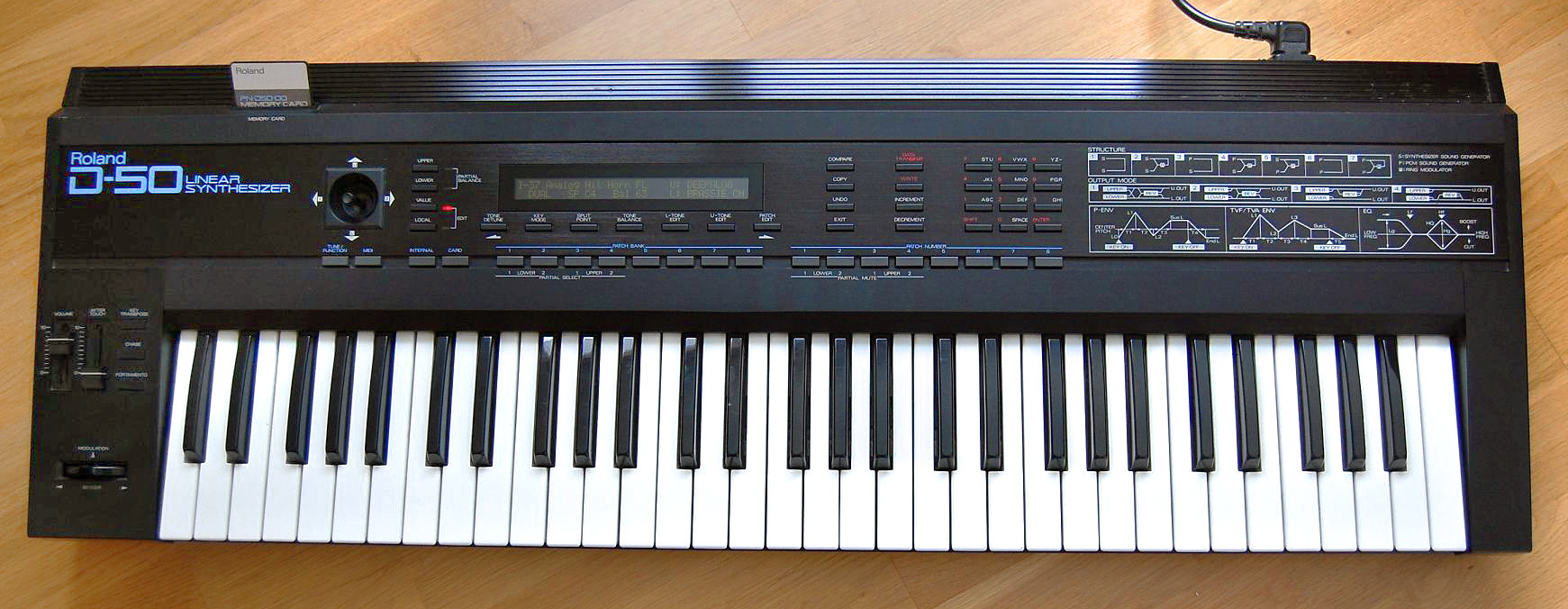
Roland D-50

O Roland D-50 é um sintetizador polifônico de 61 teclas produzido pela Roland, tendo sido lançado em 1987. Suas características incluem um sintetizador de sons aritmético linear e um joystick para manipulação de som. O programador externo Roland PG-1000 pode também ser ligado ao D-50 para manipulação mais complexa de sons. Também foi produzido em um design variante, o D-550, com cerca de 450 parâmetros ajustáveis pelo usuário. O D-50 foi introduzido em 1987 para competir com os sintetizadores Yamaha DX7, e atingiu uma grande popularidade até a introdução dos sintetizadores da família M, produzidos pela Korg.